# أ. كارل ليوبولد
أ. كارل ليوبولد (بالإنجليزية: A. Carl Leopold)‏ هو أكاديمي أمريكي، ولد في 18 ديسمبر 1919 في ألباكركي في الولايات المتحدة، وتوفي في 18 نوفمبر 2009 في إيثاكا في اليونان.